# Elizeu Ferreira Marciano
Elizeu Ferreira Marciano (São Paulo, 21 oktober 1979) is een Braziliaans voormalig voetballer die als verdediger speelde.

## Carrière
Hij tekende in 2008 bij Yokohama FC in de J2 League. Hij tekende in 2009 bij Vegalta Sendai. Met deze club werd hij in 2009 kampioen van de J2 League en promoveerde de club naar de J1 League. Hij tekende in 2011 bij Tokushima Vortis.